# 羽村京子
羽村 京子（はむら きょうこ、1960年4月5日 - ）は、日本の女性声優。埼玉県出身。本名は増田 京子（ますだ きょうこ）。

## 来歴
高校生時代は劇団ひまわりに所属していた。聖徳学園短期大学文学科卒業。劇団がらくた工房付属養成所二期生出身。
以前はぷろだくしょんバオバブ、アーツビジョンに所属していた。一時期声優活動を休業していたが、2003年8月より復帰。

## 人物
趣味・特技は人形劇創作(脚色・演出)、モダンバレエ。姉がいる。

## 後任
羽村の休業中に、持ち役を引き継いだのは以下の通り。
- 伊倉一恵（『L.A.ロー 七人の弁護士』：グレース・ヴァン・オーウェン役）
- 手塚ちはる（『銀河漂流バイファム13』：マキ・ローウェル役）

## 出演

### テレビアニメ
1983年
- 銀河漂流バイファム（1983年 - 1984年、マキ・ローウェル）
- 魔法の天使クリィミーマミ（1983年 - 1984年、鏡子 他）
- サイコアーマー・ゴーバリアン（パルダー・ナト）
- ピュア島の仲間たち

1984年
- アタッカーYOU!（タカ）
- ガラスの仮面（春日泰子）
- 装甲騎兵ボトムズ（子供）
- ドラえもん（テレビ朝日版第1期）
- よろしくメカドック（女子大生D）

1985年
- 超獣機神ダンクーガ（トム・ダイクストラ、ルネ）
- 六三四の剣（東堂修羅）
- 名探偵ホームズ（ハリス夫人）

1986年
- がんばれ!キッカーズ（畑中）
- 忍者戦士飛影（母親B 他）
- Bugってハニー
- マシンロボ クロノスの大逆襲（ソフィア、マックス）
- めぞん一刻（少女A）
- ロボタン

1987年
- 赤い光弾ジリオン
- ウルトラB
- きまぐれオレンジ☆ロード（ガキ大将、スケバン）

1988年
- シティーハンター（ギャル、女A、真澄）
- 超音戦士ボーグマン（フミヒコ）
- ビリ犬（ママ）

1989年
- 青いブリンク（女A、男の子、ガロト）
- それいけ!アンパンマン（ドドの母）
- ピーターパンの冒険（ジョン）
- ビリ犬なんでも商会（ママ）
- ミスター味っ子（タケシ）
- 桃太郎伝説（紋太〈初代〉）

2004年
- 遙かなる時空の中で-八葉抄-（侍徒の母）
- MONSTER（2004年 - 2005年、司書、職員〈教師〉、オルダ、子供A、ヒルマン夫人、少年B）

2006年
- 牙 -KIBA-（ケティ）
- 蒼天の拳（大原幸代）

2007年
- CLAYMORE（老婦人）
- シグルイ（女壱）
- 遙かなる時空の中で3 紅の月（男の子）
- ひまわりっ!!（ばっちゃ）
- メイプルストーリー（ソフィ）

2008年
- 秘密 〜The Revelation〜（榎木雪野）

### OVA
1984年
- 銀河漂流バイファム カチュアからの便り（マキ・ローウェル）
- 銀河漂流バイファム 集まった13人（マキ・ローウェル）

1985年
- 銀河漂流バイファム 消えた12人（マキ・ローウェル）
- 銀河漂流バイファム “ケイトの記憶” 涙の奪回作戦（マキ・ローウェル）

1986年
- ガルフォース ETERNAL STORY（アイル）
- トゥインクルハート 銀河系までとどかない（子供）
- ドリームハンター麗夢II 聖美神学園の妖夢（黒薔薇会女生徒達）

1987年
- 傷追い人（スケ番A）
- バブルガムクライシス（ショウ）

### 劇場アニメ
- GREY デジタル・ターゲット（1986年、リトルママ）
- 宝島（1987年）
- 宇宙皇子（1990年、田加良）

### ゲーム
- コロボットアドベンチャー（2006年、アース）

### ドラマCD
- 銀河漂流バイファム 「金曜劇場」 ジェイナス愛の航海日誌…気分はもう主役（マキ・ローウェル）

### 吹き替え

#### 映画
- E.T. ※BD・VHS版
- SF/ボディ・スナッチャー
- オーメン
- ガントレット
- カンフーキッド2/悪ガキ6人衆（ヤン）※VHS版、（シンロン）※日本テレビ版
- キョンシーVS五福星（ファー）
- クリープショー（ビリー少年〈ジョー・ヒル〉）
- クリープショー2/怨霊（ビリー少年）
- グレムリン（シェイラ・フッターマン〈ジャッキー・ジョセフ〉）※ソフト版
- コーラスライン（ダイアナ・モラレス）
- 殺意の香り（ヘザー・ウィルソン）
- 上海ブルース（踏み台〈サリー・イップ〉）
- ストローカーエース（幼き日のストローカー）
- ダイ・ハード（ジニー、オペレーター主任）※ソフト版
- ティーン・ウルフ（犬笛の少年）
- 隣のヒットマンズ 全弾発射（ジュリー）
- ハロウィンII（アリス）
- ビッグ（少年ジョッシュ）※ソフト版
- ビバリーヒルズ・コップ ※テレビ朝日版
- フィラデルフィア・エクスペリメント（ドリス）※フジテレビ版
- ブラザーズ・グリム
- フラッシュダンス（ヒールズ）
- ブロードキャスト・ニュース（幼き日のトム）
- メリー・ポピンズ（マイケル・バンクス〈マシュウ・ガーバー〉）※フジテレビ版
- 幽幻道士3（トンボ）
- 幽幻道士4（トンボ）
- ラスト・キョンシー（アフ）
- ローラーボール ※テレビ東京版
- ワーキング・ガール（フィリス・トラスク）※ソフト版

#### ドラマ
- L.A.ロー 七人の弁護士（グレース・ヴァン・オーエン）
- シドニー・シェルダンの明日があるなら（エイミー・ブラニガン）※テレビ東京版
- シャーロック・ホームズの冒険 銀星号事件（イーディス・バクスター）
- ジム・ヘンソンのストーリーテラー（少年時代のハンス）
- 超音速攻撃ヘリ エアーウルフ
  - シーズン1 #6（スーザン看護師）
  - シーズン3 #22（マーリーン）
- 特攻野郎Aチーム
  - シーズン1 #3（ジョーイ・タターロ）
  - シーズン3 #24（ジェニー・シャーマン）
  - シーズン4 #22（ティア〈ティア・カレル〉）
  - シーズン5 #9（アリス・ヒース〈ロザリンド・チャオ〉）
- 来来!キョンシーズ（トンボ）

#### アニメ
- アイ・ラブ・スヌーピー（ペパーミント・パティ）
- ニムの秘密（マーティン・ブリスビー〈ウィル・ウィトン〉）
- わんぱくダック夢冒険（ヒューイ）※テレビ東京版、バンダイ版